# Церква Покрови Пресвятої Богородиці (Стриганка)
Церква Покрови Пресвятої Богородиці в с. Стриганка — церква в Україні, у селі Стриганка Шептицького району Львівської області. Будівля церкви була зведена у 1922 році, мала статус пам'ятки архітектури місцевого значення (охоронний № 2301-М) і знищена вогнем 27 вересня 2015 року.

## Історія
На початку XX століття у селі Стриганка існувала церква, яка була зведена 1893 року та згоріла під час першої світової війни. У 1922 році коштом парафіян збудували нову церкву за проєктом архітектора Євгена Нагірного. Церкву посвячено на честь Покрови Пресвятої Богородиці, була дочірньою церкві святого Онуфрія у селі Старий Добротвір та підпорядковувалася спочатку Буському, пізніше — Струмило-Камінецькому деканату Львівської архієпархії греко-католицької церкви. Станом на 1932 рік парафія церкви нараховувала 719 осіб.
За незалежної України богослужіння в церкві відновилися, проте вона стала належати місцевій православній громаді та підпорядковуватися Кам'янко-Бузькому благочинню Львівсько-Сокальської єпархії УПЦ КП (пізніше — ПЦУ).
У 1997 році в церкві зробили ремонт.
27 вересня 2015 року, за певний час після недільної служби, у приміщенні церкви сталася пожежа. Дерев'яний храм вигорів вщент, вдалося врятувати лише дві ікони та дещо з храмового майна. Пожежникам вдалося врятувати дерев'яну дзвіницю та господарську будівлю. Найімовірнішою причиною загоряння назвали залишену свічку. 

## Опис
Стара дерев'яна церква у Стриганці була тризрубною, розміром 21×10 м, орієнтована по осі захід—схід. До квадратної у плані нави з заходу прилучався бабинець із невеликим присінком, зі сходу — гранчастий вівтар із симетрично прибудованими захристіями. Нава завершувалася великим світловим восьмериком із круглими вікнами, над яким був ще один восьмерик, менший за розмірами та увінчаний грушоподібною банею із ліхтарем і маківкою. Вівтар і бабинець були вкриті двосхилими дахами, на гребені яких стояли на високих восьмериках бані, подібні за формою до центральної, проте менші за розмірами. Будівлю церкви оточувало піддашшя. Стіни церкви у 2000-х роках вкрили пластиковою вагонкою.
В інтер'єрі церкви зберігався різьблений і золочений іконостас, виготовлений у 1920-х роках.
Неподалік від церкви стоїть дерев'яна двоярусна, вкрита наметовим дахом дзвіниця, зведена на початку 1920-х років.